# Cheuille
Cheuille – rzeka we Francji, przepływająca przez tereny departamentów Loiret, Nièvre oraz Yonne, o długości 27,5 km. Stanowi prawy dopływ rzeki Loary.